# فینال‌های ان‌بی‌ای ۱۹۷۱
فینال‌های ان‌بی‌ای ۱۹۷۱ دور پایانی رقابت‌های اتحادیهٔ ملی بسکتبال (NBA) می‌باشد که در سری بازی‌های بهترین از هفت بین دو تیم بالتیمور بولتز به عنوان قهرمان کنفرانس شرق و لس آنجلس لیکرز به عنوان قهرمان کنفرانس غرب در فصل ۷۱–۱۹۷۰ به انجام رسید. بولتز توانست در چهار بازی لیکرز را مغلوب کند و عنوان نخست ان‌بی‌ای را به دست بیاورد.
باکس نخستین قهرمان لیگ از کنفرانس غرب پس از سال ۱۹۵۸ و قهرمانی سنت لوئیس هاوکس بود و توانست پس از سیزده فصل، دوباره این کنفرانس را به قهرمانی ان‌بی‌ای برساند، و نخستین تیم تازه‌وارد و توسعه‌دهندهٔ ان‌بی‌ای بود که از زمان برگزاری نخستین درفت توسعهٔ ان‌بی‌ای، عنوان قهرمانی را به دست آورد.
این نخستین فینال NBA طی ده سال اخیر بود که در ایالت کالیفرنیا بازی نشد. همچنین آخرین باری بود که هر دو تیم حاضر، نخستین حضور خود در رقابت پایانی را تجربه می‌کردند، تا این‌که دالاس ماوریکس و میامی هیت در فینال‌های ان‌بی‌ای ۲۰۰۶ به عنوان دو تیم فینالیست جدید، در رقابت نهایی شرکت کردند.
تیم بولتز مجبور بود چهارشنبه شب، تنها ۴۸ ساعت پس از شکست دادن نیویورک در بازی ۷ فینال کنفرانس شرق، بازی ۱ را انجام دهد، سپس آن‌ها چهار روز منتظر شدند تا بازی ۲ را انجام دهند. این برای بار دوم (و آخرین بار) در تاریخ NBA بود که تیم‌ها یکی در میان بازی‌های خانگی خود را با هم انجام می‌دادند، بار دیگری که سری فینال‌های ان‌بی‌ای به این شکل برگزار شد، فینال‌های ۱۹۵۶ بود. بیشتر سری‌های دیگر با فرمت ۲–۲–۱–۱–۱ یا ۲–۳–۲ برگزار شده (فرمت ۱–۲–۲–۲–۱–۱ در ۱۹۷۵ و ۱۹۷۸) استفاده شد. این همچنین آخرین سری قهرمانی ان‌بی‌ای می‌باشد که تکلیف قهرمانی پیش از ۱ مه مشخص می‌شود.
این سری از ای‌بی‌سی همراه با توضیحات کریس شنکل و جک توایمن پخش گردید.
از آن‌جا که هم باکس و هم واشینگتن ویزاردز (جانشین بولتز) هم‌اکنون در کنفرانس شرق بازی می‌کنند، در حال حاضر، تکرار این بازی فینال امکان‌پذیر نیست.

## خلاصه سری
| بازی   | تاریخ              | تیم میزبان | امتیاز  | تیم مهمان |
| ------ | ------------------ | ---------- | ------- | --------- |
| بازی ۱ | چهارشنبه. ۲۱ آوریل | میلواکی    | ۹۸–۸۸   | بالتیمور  |
| بازی ۲ | یکشنبه. ۲۵ آوریل   | بالتیمور   | ۸۳–۱۰۲  | میلواکی   |
| بازی ۳ | چهارشنبه. ۲۸ آوریل | میلواکی    | ۱۰۷–۹۹  | بالتیمور  |
| بازی ۴ | جمعه. ۳۰ آوریل     | بالتیمور   | ۱۰۶–۱۱۸ | میلواکی   |

باکس برندهٔ سری ۴–۰